# لجنة التشريع العام (تونس)
لجنة التشريع العام هي إحدى اللجان القارة التسعة لمجلس نواب الشعب التونسي.

منذ 2 مارس 2016 (المجلس الأول) يترأس هذه اللجنة شاكر العيادي.

## المهام
تختص لجنة التشريع العام بالنظر في المشاريع والمقترحات والمسائل المتعلقة ب:
- النظم القضائية.
- القوانين المدنية والتجارية والجزائية.
- نظام الملكية والحقوق العينية.

وتنظر في كل مشاريع ومقترحات القوانين التي لا تدخل في اختصاص لجنة قارة تشريعية أخرى.

## رؤساء اللجنة
| الرئيس             | الكتلة         | الكتلة                     | العهدة         | العهدة        | الهيئة التشريعية                                 |
| ------------------ | -------------- | -------------------------- | -------------- | ------------- | ------------------------------------------------ |
| عفيفة صالح الغانمي |                | التجمع الدستوري الديمقراطي | 11 نوفمبر 2009 | 9 فبراير 2011 | المدة النيابية الثانية عشرة لمجلس النواب التونسي |
| كلثوم بدر الدين    |                | حركة النهضة                | 13 فبراير 2012 | 2 ديسمبر 2014 | المجلس الوطني التأسيسي التونسي                   |
| عبادة الكافي       |                | نداء تونس                  | 27 فبراير 2015 | 2 مارس 2016   | المدة النيابية الأولى لمجلس نواب الشعب التونسي   |
| شاكر العيادي       | 2 مارس 2016    | نداء تونس                  | 23 أكتوبر 2017 |               | المدة النيابية الأولى لمجلس نواب الشعب التونسي   |
| الطيب المدني       | 23 أكتوبر 2017 | نداء تونس                  | الآن           |               | المدة النيابية الأولى لمجلس نواب الشعب التونسي   |

## مكتب اللجنة

### 2011 - 2014
تتكون هذه اللجنة من 21 عضوا.
| المنصب          | الاسم                | الكتلة | الكتلة                   | الدائرة الانتخابية |
| --------------- | -------------------- | ------ | ------------------------ | ------------------ |
| الرئيس          | كلثوم بدر الدين      |        | حركة النهضة              | صفاقس الثانية      |
| نائب الرئيس     | سامية عبو            |        | المؤتمر من أجل الجمهورية | نابل الثانية       |
| المقرر          | حنان ساسي            |        | الانتقال الديمقراطي      | صفاقس الأولى       |
| مقرر مساعد أول  | سناء مرسني           |        | حركة النهضة              | جندوبة             |
| مقرر مساعد ثاني | محمد الطاهر الإيلاهي |        | غير المنتمين             | سيدي بوزيد         |

### 2014 - حاليا
تتكون هذه اللجنة من 22 عضوا.
| المنصب          | الاسم           | الكتلة | الكتلة                      | الدائرة الانتخابية |
| --------------- | --------------- | ------ | --------------------------- | ------------------ |
| الرئيس          | الطيب المدني    |        | نداء تونس                   | تطاوين             |
| نائب الرئيس     | سماح بوحوال     |        | كتلة الحرة لحركة مشروع تونس | المنستير           |
| المقرر          | البشير الخليفي  |        | حركة النهضة                 | تطاوين             |
| مقرر مساعد أول  | الخنساء بن حراث |        | نداء تونس                   | الكاف              |
| مقرر مساعد ثاني | صبرين قوبنطيني  |        | الكتلة الوطنية              | أريانة             |

| المنصب          | الاسم              | الكتلة | الكتلة              | الدائرة الانتخابية |
| --------------- | ------------------ | ------ | ------------------- | ------------------ |
| الرئيس          | شاكر العيادي       |        | نداء تونس           | جندوبة             |
| نائب الرئيس     | لطيفة الحباشي      |        | حركة النهضة         | منوبة              |
| المقرر          | سناء مرسني         |        | حركة النهضة         | جندوبة             |
| مقرر مساعد أول  | نجلاء السعداوي     |        | نداء تونس           | باجة               |
| مقرر مساعد ثاني | نور الدين بن عاشور |        | الاتحاد الوطني الحر | باجة               |

| المنصب          | الاسم             | الكتلة | الكتلة         | الدائرة الانتخابية |
| --------------- | ----------------- | ------ | -------------- | ------------------ |
| الرئيس          | عبادة الكافي      |        | نداء تونس      | الكاف              |
| نائب الرئيس     | لطيفة الحباشي     |        | حركة النهضة    | منوبة              |
| المقرر          | سناء مرسني        |        | حركة النهضة    | جندوبة             |
| مقرر مساعد أول  | محمد الناصر جبيرة |        | نداء تونس      | القيروان           |
| مقرر مساعد ثاني | مراد حمايدي       |        | الجبهة الشعبية | الكاف              |

## روابط خارجية
- صفحة اللجنة على الموقع الرسمي لمجلس نواب الشعب.
- صفحة اللجنة لمجلس نواب الشعب على موقع مرصد التابع لمنظمة البوصلة.
- صفحة اللجنة للمجلس التأسيسي على موقع مرصد التابع لمنظمة البوصلة.